# Центр астрономічних, астрофізичних і геофізичних досліджень (Алжир)
Центр астрономічних, астрофізичних і геофізичних досліджень (Алжирська обсерваторія) — одна з найстаріших обсерваторій в Африці. Знаходиться у громаді Бузареа міста Алжир, у північно-африканській державі Алжир.

## Історія
Обсерваторія має номер 8 у списку Мардсена, який використовується Центром малих планет для каталогізації астрометричних спостережень.
За період з 1891 по 1911 рік, в рамках робіт з проєкту астрографічного каталогу «Карта неба» (фр. Carte du Ciel), в обсерваторії було відзнято 1260 фотопластинок. Також за період з 1892 по 1940 рік було відкрито 12 астероїдів.
На честь передмістя Алжиру Бузареа, в якому розташована обсерваторія, названий астероїд 859 Бузареа, відкритий в Алжирській обсерваторії 2 жовтня 1916 французьким астрономом Фредеріком Сі.

## Структура
В обсерваторії працюють близько 260 осіб, включаючи кілька станцій, розташованих на території, та дослідницький центр у Таманрассеті.
Головний телескоп обсерваторії має діаметр 81 см. Це перший професійний телескоп в Алжирі.